# Straßenbahn Wuhan
Die Straßenbahn Wuhan besteht bisher aus zwei im Aufbau befindlichen und voneinander unabhängigen Straßenbahnnetzen in der chinesischen Stadt Wuhan: dem Netz der Chedu Tram im Stadtbezirk Hanyang und dem der Optics Valley LRV im Stadtteil Guanggu. Die Straßenbahn ist ein Zubringer für die Wuhan Metro.

## Chedu Tram

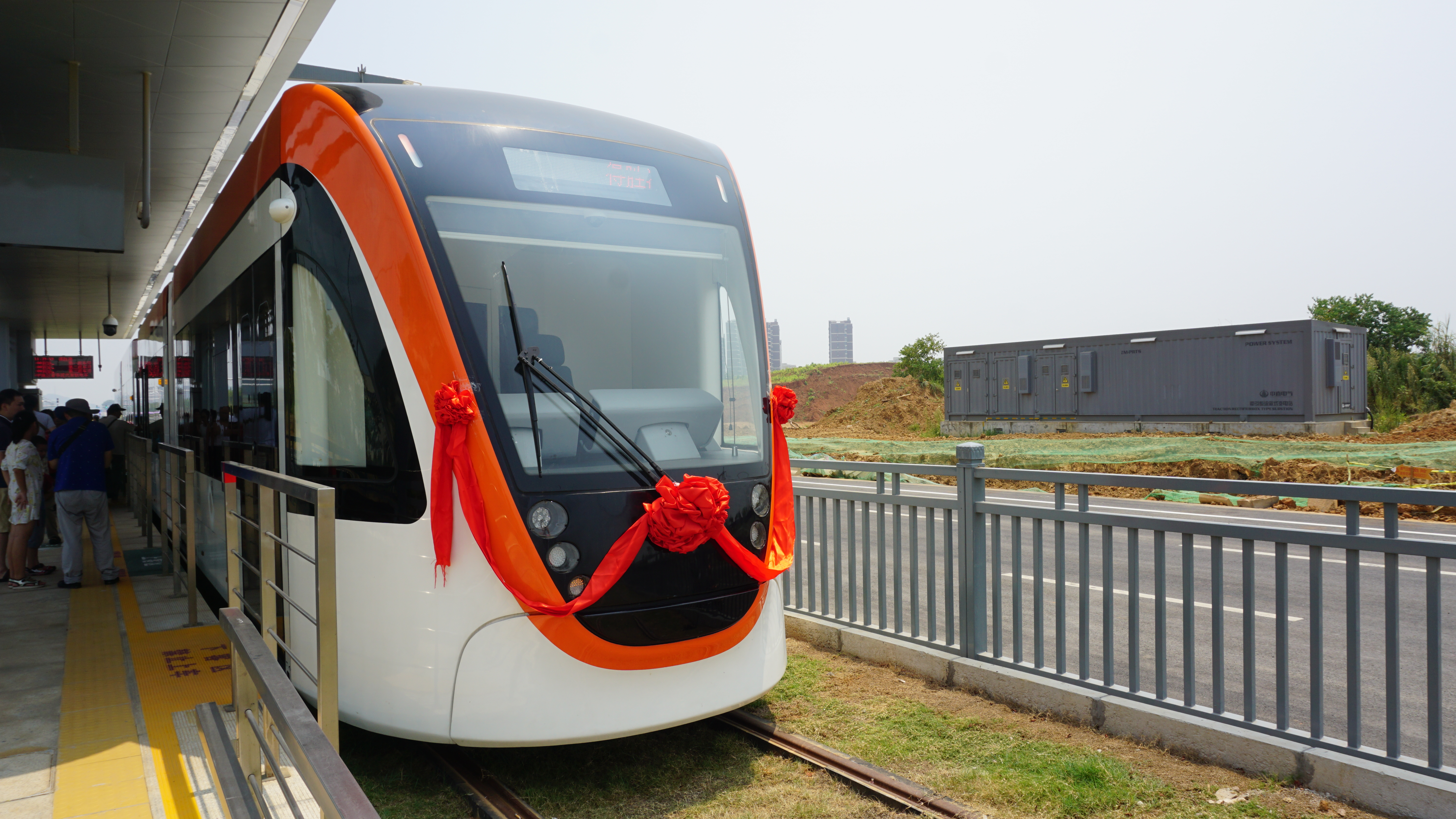
Eröffnung der T1-Linie der Chedu Tram

Im Jahr 2013 hatte die Wuhan Economic and Technological Development Zone angekündigt, 2,45 Milliarden Yuan (310 Millionen Euro zum Stand Juni 2013) in den Bau moderner Straßenbahnen im Stadtbezirk Hanyang südwestlich der Innenstadt (später umbenannt in Chedu Tram) zu investieren. Der Bau der ersten Linie des Netzes begann am 21. November des Jahres und wurde am 28. Juli 2017 für den Verkehr freigegeben.

### T1-Linie
Die Chedu-Linie T1 hat eine Gesamtlänge von 16,8 Kilometern mit 22 Haltestellen. Sie beginnt an der Huanglingguan Lianhu Road im Südwesten, führt über die Fenghuang Avenue und die Zhushan 2nd Road und endet am Chelun Square mit Übergang zur U-Bahn-Linie 3 an der Station Zhuanyang Boulevard. Zugdepot und Betriebswerk befinden sich am südwestlichen Ende der Strecke im Stadtteil Caidian.

### Weitere Planungen
Gemäß dem langfristigen Plan „Public Transport Planning of the Greater Hanyang Area“ soll die Chedu Tram bis 2030 ein Netz aus 14 Linien mit 277 Haltestellen bei einer Gesamtstreckenlänge von 190,3 Kilometern umfassen.

### Fahrzeuge
Die 21 Triebwagen der Chedu Tram sind vierteilige Niederflurzüge für den  Zweirichtungsverkehr und für 70 km/h Höchstgeschwindigkeit ausgelegt. Sie sind mit Superkondensatoren ausgestattet, die an den Haltestellen mittels hängender Stromschiene aufgeladen werden. Damit sind die Fahrwege frei von weiterer Oberleitung.

## Optics Valley LRV

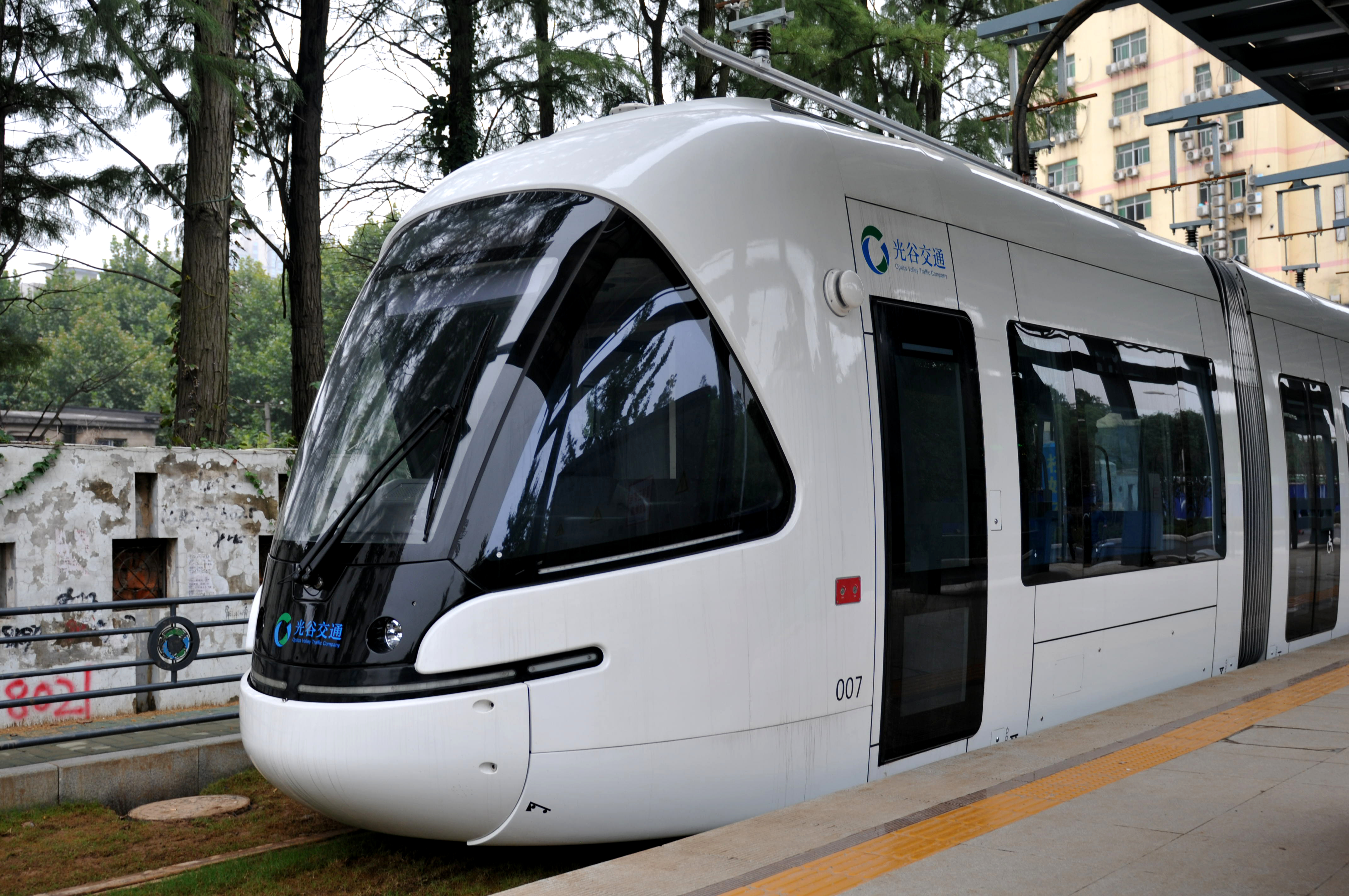
Ein Triebwagen Quantum der Optics Valley LRV

Der Bau der ersten beiden Linien der Optics Valley LRV begann in 2013 und konnte mit der Eröffnung am 1. April 2018 abgeschlossen werden.

### T1-Linie
Die Optics Valley Linie T1 verläuft als Nord-Süd-Linie über insgesamt 22 Haltestellen. Sie beginnt im Norden in einer Blockschleife an der Huazhong University of Science and Technology mit Anschluss zur U-Bahn-Linie 2, führt südlich bis zur Haltestelle Huaxia University of Technology, biegt zur Haltestelle Donde International Garden nach Osten ab, verläuft bis zur Haltestelle Wuhan Institute of Technology gemeinsam mit der Linie T2, wendet sich danach nach Süden und endet an der Haltestelle Fozuling mit erneutem Übergang zur U-Bahn-Linie 2.

### T2-Linie
Die Optics Valley Linie T2 verläuft als West-Ost-Durchmesserlinie über insgesamt 25 Haltestellen. Sie beginnt im Westen am Bahnhof Tangxunhu mit Anschluss zur Bahnlinie Wuhan–Xianning, führt zuerst nordostwärts bis zur Haltestelle Vanke City Garden, biegt zur Haltestelle Donde International Garden nach Osten ab, verläuft entlang der 3. Ringstraße, unterquert die Einschienenbahn Wuhan an der Haltestelle Gaoxin 2nd Road, wendet sich danach nach Norden und endet vor dem Zugdepot und Betriebswerk an der Haltestelle Optics Valley Botanical Garden.

### Fahrzeuge
Die Triebwagen Quantum der Optics Valley LRV wurden von Fordyno designt und durch CRRC Changchun Railway Vehicles gebaut. In zwei Serien wurden 43 Fahrzeuge zwischen 2017 und 2019 gefertigt. Sie sind fünfteilige niederflurige Multigelenkwagen in Zweirichtungsbauweise und für 70 km/h Höchstgeschwindigkeit ausgelegt. Sie sind mit Superkondensatoren ausgestattet, die an den Haltestellen mittels hängender Stromschiene aufgeladen werden. Damit sind die Fahrwege frei von weiterer Oberleitung.

## Hànkǒu Tram
Darüber hinaus gibt es Überlegungen, in der Altstadt von Hànkǒu ein weiteres Straßenbahnnetz aufzubauen. Eine Machbarkeitsstudie dazu brachte 2014 ein positives Ergebnis.

## Bildergalerie

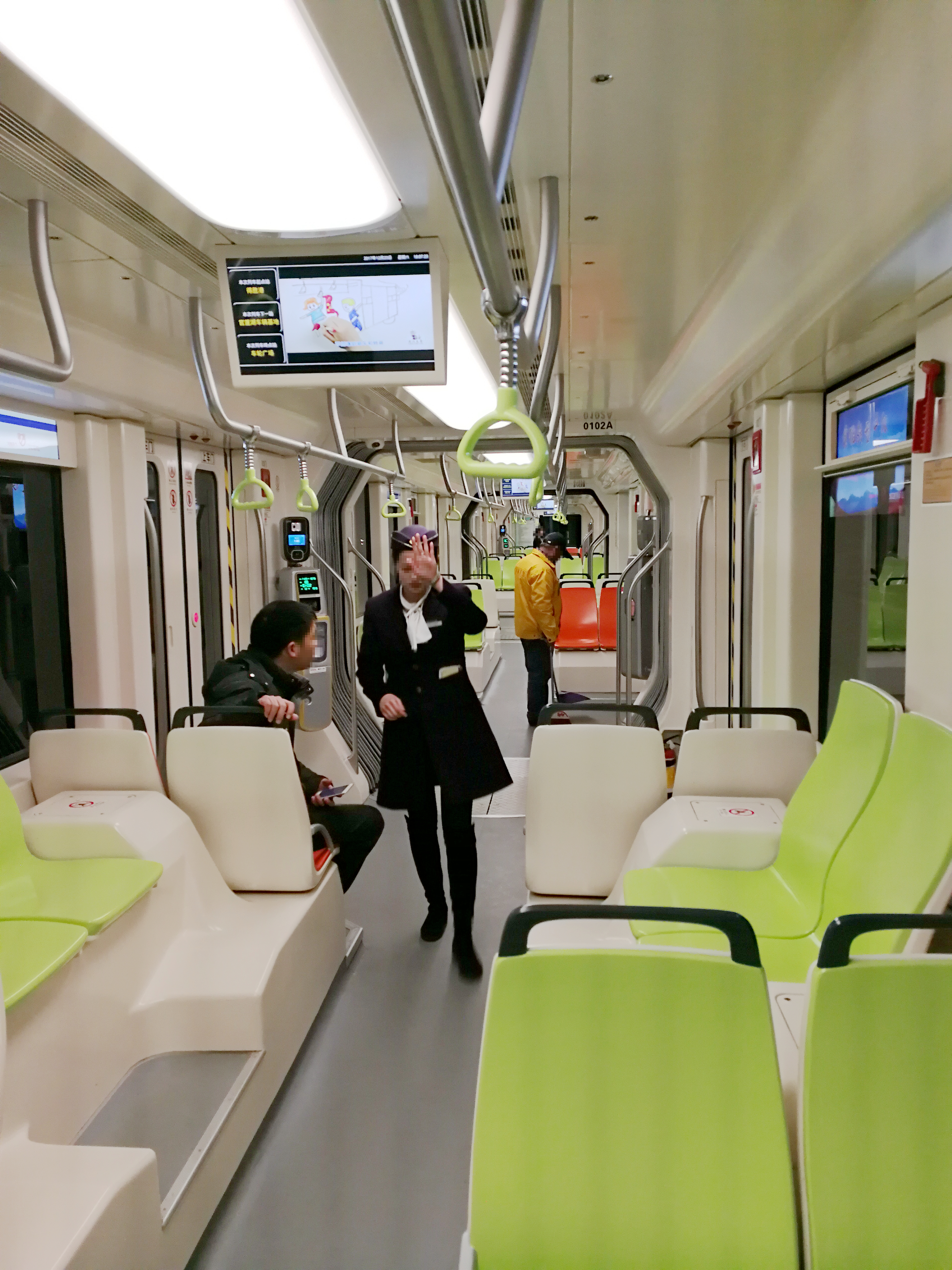
Innenansicht eines Triebwagens der Chedu Tram
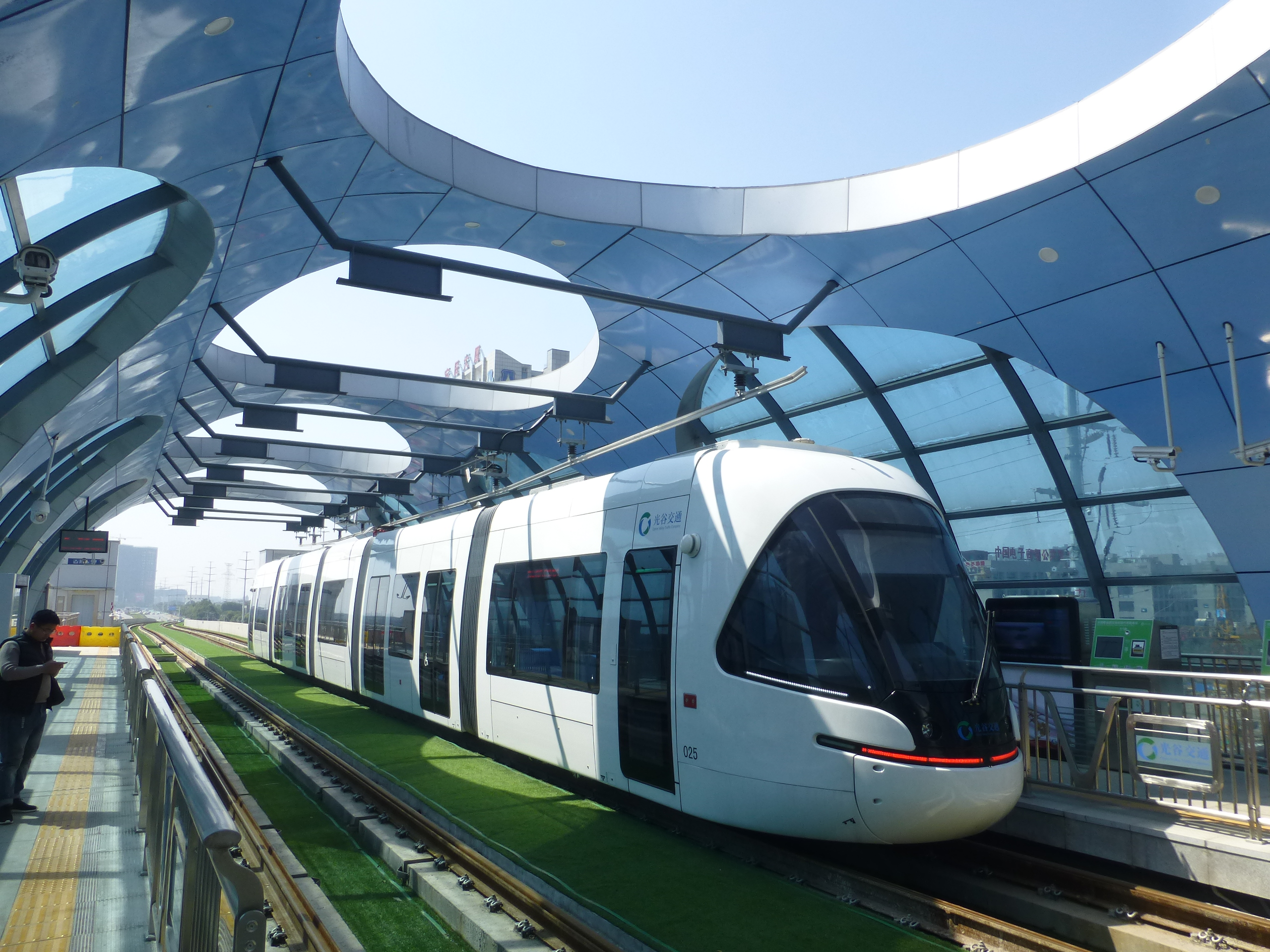
Haltestelle Wuhan University Science Park, eine aufgeständerte Station der Linie T2 der Optics Valley LRV
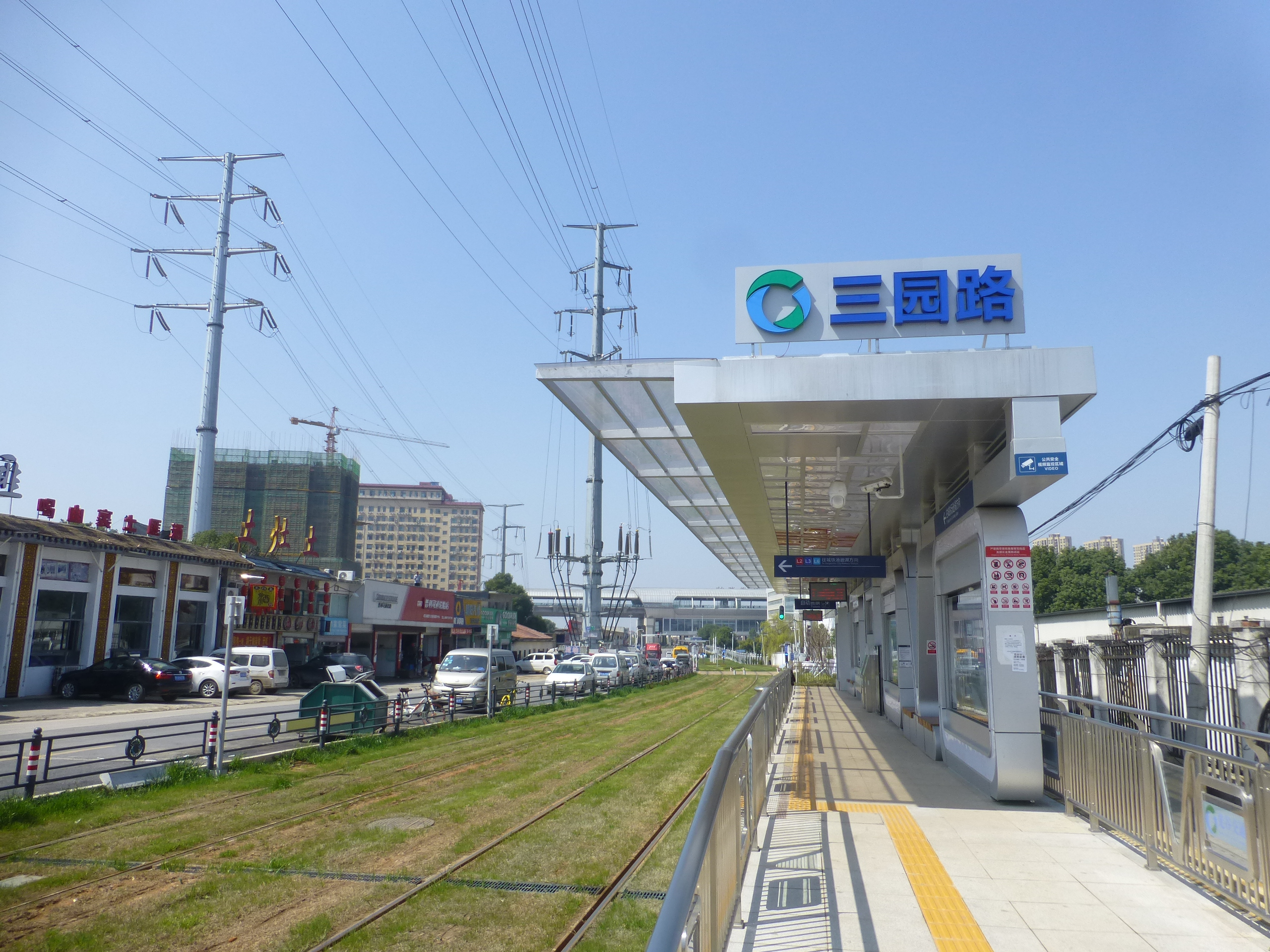
Eine typische ebenerdige Haltestelle der Optics Valley LRV mit Rasengleis an der Sanyuan Road